# Chapelle des Carmes-Déchaussés
La Chapelle des Carmes-Déchaussés est une chapelle située à Besançon dans le département du Doubs.

## Localisation
L'édifice est situé au 50 rue Battant dans le quartier Battant de Besançon.

## Histoire
La façade et le pan de couverture la surmontant font l’objet d’une inscription au titre des monuments historiques depuis le 10 octobre 1937.